# Mother Nature
Mother Nature é o décimo quinto álbum de estúdio da cantora e compositora beninense Angélique Kidjo, lançado em 18 de junho de 2021 pela gravadora Decca Records.

## Temática
O jornal The Guardian descreve as canções do álbum como uma celebração "do poder e do zelo cultural do continente (africano), enquanto aborda temas urgentes, como a crise climática e a violência policial". Ao jornal britânico, Kidjo diz que a intenção do álbum é mostrar o melhor da África.
A primeira canção de trabalho do álbum, "Dignity", com a participação da cantora nigeriana Yemi Alade, baseia-se nos  protestos #EndSars, contra a brutalidade policial que varreu cidades da Nigéria em outubro de 2020. "Free & Equal!, é uma canção que protesta contra o autoritarismo; enquanto "Do Yourself", é uma chamada para o orgulho africano, cantando em inglês e em iorubá. "Omon Oba", também fala sobre orgulho africano, com histórias reais do Reino de Benin - violentamente subjugado à Nigéria pelo império britânico no final do século 19. 
A crise climática que tem impactos devastadores na África e, especialmente em todo sul global, é um tema recorrente a Kidjo e está na faixa-título do álbum, "Mother Nature": "A África está na linha de frente das mudanças climáticas - nós estamos vendo isso e a devastação que está causando. Todas as pessoas do continente africano precisam se tornar mais conscientes sobre isso e é preciso ter mais lideranças para enfrentá-la".

## Singles
"Dignity" é a primeira canção de trabalho do álbum. A faixa conta com a participação da cantora nigeriana Yemi Alade, e foi lançada em 26 de marco de 2021. Meses depois, Kidjo lançou o videoclipe de "Africa, One of a Kind", single promocional do álbum. 
Em 4 de junho de 2021, a cantora lançou em seu canal do YouTube o videoclipe de "Mother Nature", com a participação de Sting. 

## Lista de faixas
| Mother Nature  |                                                                 |                                                                                     |                                         |         |  |
| N.º            | Título                                                          | Compositor(es)                                                                      | Produtor(es)                            | Duração |  |
| 1.             | "Choose Love" (com Shungudzo)                                   | Adeniyi Adelekan, Shungudzo Kuyimba                                                 | Angélique Kidjo, Jean Hebrail, Eli Wolf | 2:30    |  |
| 2.             | "Dignity" (participação de Yemi Alade)                          | Kidjo, Hebrail, Naima Hebrail, Victor Tareware Kpoudosu, Yemi Alade                 | Kpoudosu                                | 3:15    |  |
| 3.             | "Africa, One of a Kind" (participação de Mr Eazi e Salif Keita) | Kidjo, Faridah Demola-Seriki, Jean Hebrail, Oluwatosin Oluwole Ajibade, Salif Keita | Kel P                                   | 3:08    |  |
| 4.             | "Mother Nature"                                                 | Kidjo, Hebrail, Jennifer Decilveo                                                   | Kel P                                   | 2:59    |  |
| 5.             | "Do Yourself" (com Burna Boy)                                   | Kidjo, Chisom Ezeh, Damini Ogulu                                                    | Ezeh                                    | 4:02    |  |
| 6.             | "Meant for Me" (participação de Shungudzo)                      | Adelekan, Kuyimba                                                                   | Synematik, Wolf                         | 3:06    |  |
| 7.             | "Omon Oba" (com Zeynab, Lionel Loueke)                          | Oloukèmi Zeynab Abibou                                                              | Kidjo, Hebrail                          | 2:03    |  |
| 8.             | "Free & Equal" (com Sampa the Great)                            | Kidjo, Hebrail, Naima Gebral, Sampa Tembo, Kuyimba                                  | James Poyser, Wolf                      | 3:09    |  |
| 9.             | "Fire Up" (participação de Blue-Lab Beats e Ghetto Boy)         | Kidjo, David Mrakpor, J. Hebrail, Kevin Kameni, N. Hebrail, Namali Kwaten           | Blue Lab Beats                          | 3:11    |  |
| 10.            | "Take It or Leave It" (com Earthgang)                           | Kidjo, J. Hebrail, N. Hebrail, Olu Fann, Kuyimba                                    | Poyser, Wolf                            | 2:50    |  |
| 11.            | "Mycelium" (com -M-)                                            | Matthieu Chedid, Roland Feuillas                                                    | -M-, Brad Thomas Ackley                 | 3:48    |  |
| 12.            | "One Africa" (Indépendance Cha-Cha)                             | Kidjo, J. Hebrail, Joseph Kabasele                                                  | David Donation                          | 3:19    |  |
| 13.            | "Flying High"                                                   | Kidjo, Dany Synthé, J. Hebrail, Jonah                                               | Dany Synthé                             | 2:53    |  |
| Duração total: | Duração total:                                                  | Duração total:                                                                      | Duração total:                          | 40:00   |  |

## Desempenho
| Parada musical (2021)          | Melhor posição |
| ------------------------------ | -------------- |
| América do Norte (NACC Top 30) | 1              |
| Suíça (Top 100)                | 27             |